# Danse Macabre (Label)
Danse Macabre Records ist ein Musiklabel in Potsdam. Bekanntheit erlangte es mit seinen Veröffentlichungen vor allem Anfang der 1990er Jahre, zu einer Zeit, in der die deutsche Dark-Wave-Bewegung einen deutlichen Aufschwung erfuhr.

## Hintergrund

### Die frühen Jahre
Das Label Danse Macabre wurde 1989 in Bayreuth gegründet. Zu den Gründungsmitgliedern gehörten Bruno Kramm (Das Ich) und Norbert Juhas, als weitere Mitarbeiter traten Horst Braun, Oswald Henke (Goethes Erben), Regina Mayer, Stefan Pickl, Stefan Ackermann (Das Ich) und Gesine Finder hinzu. Produziert wurden auf dem Label schwerpunktmäßig Dark-Wave- und Elektro-Bands wie Relatives Menschsein, Placebo Effect, yelworC, Goethes Erben, kAlte fArben, Printed at Bismarck’s Death und Das Ich, Bruno Kramms eigene Band, die bereits 1989 einige Demo-Tapes produziert und an diverse Plattenfirmen gesandt hatte.
Regulär veröffentlichte das Label ab 1990 zunächst Musikkassetten, später ergänzt um Schallplatten und Compact Discs. Die erste offizielle Produktion war Der Spiegel dessen Weg durch stumme Zeugen zum Ende führt von Goethes Erben. Die Zählung der Katalognummern beginnt mit „08“; alle vorangegangenen 7 Produktionen sind nicht Teil des Label-Katalogs.
Auffällig für das Label war die Anzahl von Künstlern, deren Hauptaugenmerk auf der Vertonung deutschsprachiger Texte lag. Das Genre, das hieraus entstand, wurde von Horst Braun und dem Musikjournalisten Sven Freuen als Neue Deutsche Todeskunst definiert und in der Presse, insbesondere von der Independent-Zeitschrift Zillo, schnell aufgenommen.

### Stilllegung
Nach einigen Jahren kam es zum finanziellen Aus, das Label schien sich aufzulösen und die meisten Verträge wurden aufgelöst. Letztendlich wurden 1994 die Labelaktivitäten von Danse Macabre auf Eis gelegt und nur für die Veröffentlichungen von Das Ich am Leben gehalten. Das Studio, die Keimzelle des Labels, wurde erweitert und zeichnete unter Bruno Kramms Regie maßgeblich für chartnotierte Produktionen wie Atrocity mit Werk 80 und Saviour Machine mit Legends verantwortlich. Weitere Mitarbeiter waren Ingo Beitz, Eva Istok, Nils Röhl, Torsten Salchow und Jörg Hüttner.

### Reaktivierung
Bruno Kramm reaktivierte das Label im Jahre 2005. Es widmet sich seitdem primär techno-, pop- und dance-orientierter Musik wie Futurepop oder Hellektro oder Gruppen aus dem Metal- und Alternative-Rock-Umfeld. Bands, die derzeit mit dem Label zusammenarbeiten, sind (neben Das Ich) Shadow Minds, Compulsory Skin, Geist, Metallspürhunde, Rozencrantz, Seelenzorn, Soul in Sadness, Treibhaus, Sanity Obscure, Oberer Totpunkt, Concrete/Rage, Nova-Spes, Logic & Olivia, Schwarzer Schnee und The Snatcher.

## Sublabels
Biohazzard Records ist eines der Sublabel von Danse Macabre (neben TS-Musix und afmusic).

## Veröffentlichungen von Danse Macabre

### Kassetten, LPs und CDs
- 1990: Goethes Erben - Der Spiegel, dessen Weg durch stumme Zeugen zum Ende führt
- 1990: Das Ich - Satanische Verse
- 1990: Fahrenheit 451 - Nowhere Land
- 1990: Le Coup Sauvage - Le Diarrhée Premier
- 1990: The Preachers of Sadness - Serious Thoughts
- 1990: Goethes Erben - Live
- 1990: V/A - Sampler
- 1990: The Preachers of Sadness - Time to Cry
- 1990: Impossible Zest - First Zest
- 1990: Verbrannte Erde - Verbrannte Erde
- 1990: Placebo Effect - Gargoyles
- 1990: Spitfire S.T.C. - Exhaustion
- 1990: The Electric Avantgarde - ?
- 1990: The Red Badge Of Courage - Into the Past
- 1991: Das Ich - Die Propheten (CD/LP/MC)
- 1991: Operating Strategies - Solstice Garden
- 1991: yelworC - Tanata$
- 1990: V/A - Danse Macabre Sampler Part I (CD/LP/MC)
- 1991: The Red Badge of Courage - Outrace the Gas
- 1991: Ghosting - Black Romantic
- 1991: Relatives Menschsein - Moritat
- 1992: Placebo Effect - The Gallery of Pain (CD/LP/MC)
- 1992: Operating Strategies - The Difficulty of Being (CD/MC)
- 1992: Relatives Menschsein - Gefallene Engel (CD/MC)
- 1992: kalte fArben - trust (CD/MC)
- 1992: Endraum - Rosengarten
- 1992: Elephant vs. Bromley - …They Are Two Million Years Old
- 1992: Christian Wolz - El Castata (CD/MC)
- 1992: Mental Inquisition - Hilarious
- 1992: Sabotage Qu'est-Ce Que C'est - Le Triangle Noir
- 1993: V/A - Danse Macabre Sampler II (CD/MC/LP)
- 1993: Endraum: Zeitenlicht
- 1993: Christian Wolz - Devil Mestra intra de la fore (CD/MC)
- 1993: TILT! - The Next Degeneration (CD/MC)
- 1993: The Happy Cadavres - Seelenbinder (CD/MC)
- 1993: SABOTAGE - Tumulte (CD)
- 1993: Endraum - In flimmernder Nacht (CD/MC)
- 1993: Kyoto Blue - Kyoto Prayers (CD)
- 1993: Relatives Menschsein - Die Ewigkeit (CD)
- 1993: Christian Wolz - COR (CD/MC)
- 1993: Das Ich - staub (CD/MC)
- 1994: Das Ich - feuer (CD/MC)
- 1994: Ichor - Spasm (CD)
- 1995: Ichor - nonplus … les odalisques de satan (CD)
- 1996: Das Ich - Das innere Ich (CD) [Soundtrack]
- 1998: Das Ich - Morgue (CD)
- 1999: Das Ich - re_laborat (CD)
- 1999: Das Ich - re_animat (CD)

### CDs (ab Relaunch)
- 2005: Verschiedene Interpreten - Danse Macabre Sampler Vol.3
- 2005: Metallspürhunde - Blut und Spiele
- 2005: Selfless - Conjunction
- 2005: Treibhaus - Unsterblich
- 2005: Seelenzorn - Töte Alles
- 2005: PTYL - Hell Sounds
- 2005: Xtra-X - Clubtraxks Vol.1
- 2006: Harmonia Mundi Compilation - Lateinamerika
- 2006: Schneewittchen - Keine Schmerzen
- 2006: Metallspürhunde - Amokmensch
- 2006: In Seduction - Embrace the Darkness
- 2006: Xtra-X - Clubtraxks Vol.2
- 2006: Treibhaus - Feindbild
- 2006: Harmonia Mundi Compilation - Israel
- 2007: Das Ich - Addendum
- 2007: Seelenzorn - Gnadenloser Zorn
- 2007: Compulsory Skin - Naked to the Bones
- 2007: Pecadores - 10% for Jesus
- 2007: Geist - Für alle Zeit
- 2007: Rozencrantz - Salvation
- 2008: Long Walk Home - Youism
- 2008: Beati Mortui - All but dreams will die
- 2008: Felsenreich - Unschuld
- 2008: Schneewittchen - Perlen vor die Säue
- 2008: Noctiferia - Slovenska Morbida
- 2008: Otto Dix - Starost
- 2008: Das Ich - Kannibale
- 2008: The Beauty of Gemina - A Stranger to Tears
- 2008: Soul in Sadness - ZwischenWelt
- 2008: Kontrast - Vision und Tradition
- 2008: Oberer Totpunkt - 10 Grad vor OT
- 2008: Scarelett - Vs.U
- 2009: Dark Diamonds - Das Gift
- 2009: Ignis Fatuu - Es werde Licht
- 2009: The SlimP – Wavelands
- 2009: Shadow-Minds - Extend the Line (Rebuild Edition)
- 2009: Oberer Totpunkt - Erde ruft
- 2009: Concrete/Rage - Chaos Nation
- 2009: Sanity Obscure - Springtime’s Masquerade
- 2009: Z-Effektor - Zwischen XII Uhr
- 2010: My Friend Skeleton - Vanitas
- 2010: Oberer Totpunkt - Stiller Zoo
- 2010: Faith and the Muse - :ankoku butoh:
- 2010: Blind Effects - Heartland Sound Formation
- 2010: XMH - State of Mind
- 2010: Christ vs. Warhol - Resist
- 2010: Beati Mortui - Let the Funeral Begin
- 2010: Eyes Shut Tight - Secret Destroyer
- 2010: Roman Rain - Roman Rain
- 2010: Defense Mechanism - Invasion of the Robotbrains from Planet Zero
- 2010: Sharon Next - Fast Farewell
- 2010: This Drowning Man - Big Faint Lane
- 2010: Das Ich - Antichrist Edition
- 2010: Shadow-Minds - The Arc of Truth
- 2011: Nova-Spes - Pripyat - home of lilith
- 2011: Vic Anselmo - In My Fragile
- 2011: Eyes Shut Tight - Fairground Zero
- 2012: Nova-Spes - Leben ist Krieg
- 2013: The Flood - In Love or Despair
- 2014: Oberer Totpunkt - Desiderat
- 2014: Nova-Spes - Black Sheep on White Fields
- 2016: Nova-Spes - A Dog and His Boy
- 2016: Kilez More - Status Quo (Re-Release)
- 2017: Oberer Totpunkt - Neurosen blühen
- 2018: Dorsetshire - Timemachine
- 2019: The Snatcher - Dein Dämon
- 2019: Wisborg - From the Cradle to the Coffin
- 2019: Schwarzer Schnee - Seelensplitter
- 2020: Otto Dix - Autocrator
- 2020: Enter Tragedy - Canossa
- 2021: Wisborg - Into the Void
- 2022: Oberer Totpunkt - Totentanz

## Veröffentlichungen von Biohazzard Records
- 2006: Eisenfunk - Funkferngesteuert
- 2006: Sanity Obscure - Resurrection
- 2007: Silence - the badtime stories e.p.
- 2007: Eisenfunk - Eisenfunk
- 2007: adoptedCHILD - geliebt-getötet
- 2008: Agapesis - Sacrilege
- 2008: MUMM! - head\\shot
- 2008: Piscide - elekktroshokk
- 2008: Sinnflut - Epik
- 2008: Die Braut - Unsehbar
- 2008: Concrete/Rage - [un]natural
- 2009: Silizium - Do I Not Fit into Your Puzzle

## Festivals

### Label-Festivals
- I. Danse Macabre Festival, CAT Café, Ulm, 4. Januar 1992
Line-up: Le Coup Sauvage, Relatives Menschsein, Operating Strategies, The Red Badge of Courage, Placebo Effect

- II. Danse Macabre Festival, Werk II, Leipzig, 31. Oktober 1992
Line-up: Das Ich, Placebo Effect, Relatives Menschsein, Le Coup Sauvage, Printed at Bismarck’s Death, Christian Wolz

- III. Danse Macabre Festival (zweimonatige Tour durch Deutschland und Belgien), 26. Februar 1993 bis 17. April 1993
Line-up: Das Ich, Tilt!, Printed at Bismarck’s Death, Kyoto Blue, Operating Strategies, Mental Inquisition, Endraum, Dorsetshire, Relatives Menschsein, Alva Novalis, The Happy Cadavres, Christian Wolz

- IV. Danse Macabre Festival, Paradiso, Amsterdam, Niederlande, 10. Juli 1993
Line-up: Das Ich, Christian Wolz, Sabotage Qu'Est-Ce Que C'Est?, Endraum

### In Kooperation
- I. Danse Macabre & Etage Records Festival: Nights of Dawn and Decay, Dance Macabre Dancehall, Bayreuth, 16.–17. März 1991
Line-up: Das Ich, Catastrophe Ballet, Le Coup Sauvage, The Preachers of Sadness

- II. Danse Macabre & Etage Records Festival, Bürgerhaus Stollwerck, Köln, 22. August 1992 im Rahmen der Popkomm
Line-up: Printed at Bismarck’s Death, Das Ich, Catastrophe Ballet, Goethes Erben

- I. Dark Wave Night (Sub Line Festival feat. Danse Macabre Records), Kaue, Gelsenkirchen, 14. November 1992
Line-up: Das Ich, Relatives Menschsein, Töten alle Lust